# Улицы Кокшетау

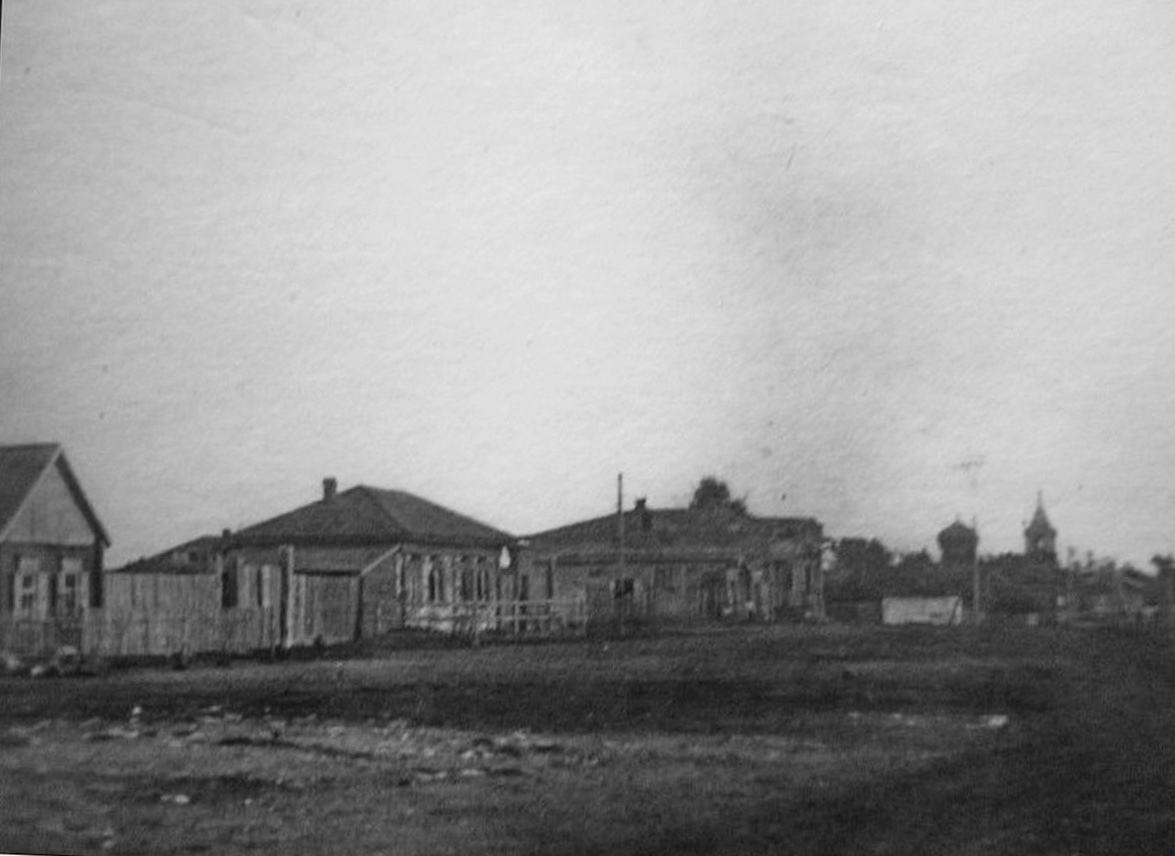
Вид на улицу деревянной Михаило-Архангельской церкви, бывшая Интернациональная, сейчас улица Бауыржана Момышулы, 1938 год.

Улицы Кокшетау (каз. Көкшетау көшелері) — городская инфраструктура, обеспечивающая пешеходное и транспортное движение, а также проживание и обслуживание населения города Кокшетау (осн. в 1824 г.) Акмолинской области Казахстана. Список улиц Кокшетау представлен в алфавитном порядке.
Город расположен на местности с холмистым рельефом, с запада и востока ограничен реками Шагалалы и Кылшакты. Центральная площадь — Площадь Абылай-хана (ранее Гостинодворная, Ярмарочная (Базарная), Центральная, В. И. Ленина), другая — площадь Независимости.
Развитие Кокшетау, как любого города, сопровождалось формированием улиц. К концу 19 в. Кокшетау представлял собой единый населенный пункт, хотя по административному управлению по-прежнему разделялся на казачью станицу и городскую часть. В станице было семь улиц. В первое десятилетие 20 в. улицы не имели мощения. Уличного озеленения почти не было, за исключением двух садов - в станице и в центре города. Названия первых улиц Кокшетау в XIX веке чаще всего происходили от главного объекта, находившегося на этой улице. В соответствии с этими объектами улицы и назывались Кладбищенской (ныне ул. Александра Островского), Тюремной (ныне ул. Канай би), Базарной (ныне пр. Нурсултана Назарбаева), Церковной (ныне ул. Дзержинского), Кузнечной (ныне ул. А. Байтурсынова). При советской власти улицам давали имена выдающихся деятелей коммунистического движения — Ленина, Карла Маркса, Сталина, Дзержинского, Кирова и т. д.
Улицы города пережили несколько компаний по их переименованию. Многие улицы Кокшетау, появившиеся во времена Российской империи или в советский период, получили новые названия (см. Переименованные улицы Кокшетау) после распада СССР. После восстановления государственной независимости прежние советские названия сменили имена персоналиев казахстанской истории, культуры, государственности — Бауыржана Момышулы, Каныша Сатпаева, Мухтара Ауэзова, Ильса Есенберлина, Еркина Ауельбекова, Байкена Ашимова, Толеу Сулейменова и т. п. 

## Проспекты
| Современное название           | Историческое название                               |
| ------------------------------ | --------------------------------------------------- |
| проспект Абылай-хана           | проспект Коммунистический (до 16.07.1991).          |
| проспект Нурсултана Назарбаева | ранее Базарная улица, улица Максима Горького (1938) |

## Улицы
| # А Б В Г Д Е Ж З И К Л М Н О П Р С Т У Ф Х Ц Ч Ш Ы Э Ю Я |

Названия улиц расположены в алфавитном порядке и приводятся в общепринятой форме, то есть улицу Алимжана Баймуканова следует искать среди названий на букву «А», а не «Б». Улицы, имеющие кроме названия порядковый номер, отсортированы в отдельный перечень по номеру, то же касается названий, начинающихся на число. Список основан на неофициальных общедоступных данных из картографических сервисов (Google Maps, Яндекс.Карты, OpenStreetMap и 2ГИС) и, скорее всего, не является полным и точным.

### #
- 8 Марта, улица
- СПТУ-9, улица (с. Красный Яр)

### А
- Абая, улица — центральная улица города. На этой улице располагаются школы, магазины, административные здания. Улица начинается у сопки и заканчивается железнодорожным вокзалом. Много раз перестраивалась, меняя свой облик.
- Абая, улица (с. Красный Яр)
- Абая, улица (пос. Станционный)
- Абилжана Умышева, улица (с. Красный Яр)
- Абылай хана, улица (с. Красный Яр)
- Автобаза, улица (с. Красный Яр)
- Азнабая Абилмажинова, улица (с. Красный Яр)
- Айдарлы, улица
- Айдын, улица
- Айнабулак, улица (пос. Станционный)
- Акана серэ, улица
- Акбидай, улица
- Акбулак, улица
- Акжелкен, улица
- Акжол, улица
- Аккайын, улица
- Акниет, улица
- Алатау, улица
- Алаш, улица
- Александра Затаевича, улица
- Алимжана Баймуканова, улица
- Алихана Бокейхана, улица
- Алма-Атинская, улица
- Алмалы, улица
- Амангельды Иманова, улица
- Андрея Сахарова, улица
- Андрея Остапенко, улица
- Арай, улица
- Армандастар, улица
- Асеева, улица
- Атамура, улица
- Ахмета Байтурсынова, улица
- Ахмета Жубанова, улица

### Б
- Байдалы би, улица
- Байкена Ашимова, улица
- Байымбет батыра, улица
- Балбырауын, улица
- Балуана Шолака, улица
- Балхаш, улица
- Бапан би, улица
- Баубек Булкышева, улица
- Баумана, улица
- Бауыржан Момышулы, улица
- Бейбитшилик, улица (с. Красный Яр)
- Белес, улица
- Береке, улица
- Биржан сал, улица
- Блока, улица
- Богенбая, улица
- Боговидская, улица
- Болашак, улица (с. Красный Яр)
- Буденого, улица
- Букпа, улица
- Бурылтай, улица
- Быковского, улица

### В
- Ветлабораторная, улица (с. Красный Яр)
- Владимира Вернадского, улица — Владимир Вернадский два года жил и работал в Бурабае.
- Воровского, улица — расположена на окраине города, начинается у озера Копа и тянется до ул. Султана Баймагамбетова.

### Г
- Галыма Елемесова, улица
- Гастелло, улица
- Гвардейская, улица
- Гейне, улица
- Геологов, улица (с. Красный Яр)
- Геологов, улица (п. Чайкино)
- Геологоразведка, улица
- Глинина, улица
- Гоголя, улица
- Горная, улица
- Грибоедова, улица
- Громова, улица
- Громовой, улица
- Гёте, улица

### Д
- Демещенко, улица
- Дзержинского, улица
- Дины Нурпеисовой, улица
- Добролюбова, улица
- Досова, улица
- Достык, улица (с. Красный Яр)
- Дроздовой, улица

### Е
- Евгения Брусиловского, улица
- Елжаса Бекенова, улица
- Енбек, улица
- Еркеша Ибрагимова, улица
- Еркина Ауельбекова, улица — в 20-х, 30-х годах XX века на этой улице в доме № 4 располагалась частная мастерская по изготовлению печатей гравера-резчика Ивана Савельева. В доме № 15 располагалась казахская школа-коммуна (ныне казахская школа N 3 им. М. Габдуллина).

### Ж
- Жагалау, улица
- Жазира, улица
- Жакана Сыздыкова, улица
- Жамбыла Жабаева, улица
- Жана аульская, улица
- Жаркын, улица
- Жастар, улица
- Жастар, улица (п. Чайкино)
- Желтоксан, улица (с. Красный Яр)
- Жемисти, улица
- Жениса, улица
- Жибек жолы, улица
- Жидек, улица (с. Красный Яр)
- Жумабека Ташенова, улица
- Жумагали Саина, улица
- Жумагали Тлеулина, улица
- Жумбактас, улица
- Жусупбека Аймаутова, улица

### З
- Зарапа Темирбекова, улица
- Землячки, улица
- Зеренди, улица

### И
- Ибрагима Салахова, улица (с. Красный Яр)
- Иконникова, улица
- Ильяса Есенберлина, улица
- Интернациональная, улица (с. Красный Яр)
- Исмаилова, улица

### К
- Каганова, улица
- Кажымукана, улица
- Казанат, улица
- Кайынды, улица
- Калинина, улица
- Канай би, улица — изначально была названа из-за находившейся на этой улице тюрьмы. В доме на этой улице жила семья В. В. Куйбышева, бывала на этой улице А. И. Цветаева.
- Каныш Сатпаева, улица
- Каныш Сатпаева, улица (п. Чайкино)
- Карагайлы, улица
- Каукена Кенжетаева, улица
- Каюма Мухамедханова, улица
- Кен дала, улица (п. Чайкино)
- Кенесары Касымова, улица
- Кирова, улица (с. Красный Яр)
- Клубная, улица (с. Красный Яр)
- Ковалевской, улица
- Когалы, улица
- Кокена Шакеева, улица (с. Красный Яр)
- Коксай, улица
- Коктерек, улица
- Комсомольская, улица (с. Красный Яр)
- Конырат, улица
- Королева, улица
- Корчагина, улица
- Космодемьянской, улица
- Космана Айтмухаметова, улица
- Космонавтов, улица
- Косшигулова, улица
- Кошевого, улица
- Красноярская, улица (с. Красный Яр)
- Куанышева, улица
- Кудайбергенова, улица
- Кулагер, улица
- Купрача, улица
- Курайлы, улица
- Курмангазы, улица
- Кызылжар, улица

### Л
- Лазо, улица
- Литвинова, улица
- Ломоносова, улица

### М
- Магжана Жумабаева, улица
- Магзи Абулкасымова, улица
- Мадениет, улица
- Мадениет, улица (с. Красный Яр)
- Мажита Джандильдинова, улица
- Майская, улица (с. Красный Яр)
- Мактая Сагдиева, улица
- Малика Габдуллина, улица
- Мамыр, улица
- Мамыр, улица (пос. Станционный)
- Мамыр, улица (с. Красный Яр)
- Маншук Маметовой, улица
- Маншук Маметовой, улица (с. Красный Яр)
- Матросова, улица
- Маяковского, улица
- Мерей, улица
- Мира, улица (с. Красный Яр)
- Мицкеевича, улица
- Мичурина, улица
- Муса Жалеля, улица
- Мухтара Ауэзова, улица  — б. ул.Советская до революции называлась Петропавловской и считалась лучшей в городе, была одной из самых «аристократических», т.к. здесь были торговые ряды, жили именитые купцы. Это одна из оживленных и зеленых улиц города. Основная часть застроена высотными жилыми домами.

### Н
- Наурыз, улица (с. Красный Яр)
- Наурызбай батыра, улица
- Некрасова, улица
- Никитина, улица
- Николая Вавилова, улица
- Николая Вавилова, улица (с. Красный Яр)
- Новоселова, улица (с. Красный Яр)
- Нуркена Абдирова, улица

### О
- Окжетпес, улица (пос. Станционный)
- Ондирис, улица
- Оркен, улица — небольшая улица находящаяся между ул. Вернадского и рекой Копинка (Кылшакты).
- Орнекти, улица
- Осипенко, улица
- Островского, улица
- Островского, улица (с. Красный Яр)

### П
- Павлова, улица
- Панфилова, улица
- Папанина, улица
- Пархоменко, улица
- Пика, улица
- Полевого, улица
- Потанина, улица
- Проектная, улица
- Пушкина, улица

### Р
- Рахимбека Сабатаева, улица

### C
- Сакен Сейфуллина, улица — начинается у озера Копа и тянется до ул. Шевченко. Улица идёт с большими перерывами, на ул. Абая она застроена домом в котором находится магазин "Чайка", по ул. Ауельбекова её преграждает областной наркологический центр. Между улицами Валиханова и Жамбыла стоит Кокшетауский институт экономики и менеджмента (бывшая 9 школа).
- Сакена Жунусова, улица
- Сакена Сейфуллина, улица (с. Красный Яр)
- Саккулак би, улица
- Сарыжайлау, улица (с. Красный Яр)
- Саулет, улица
- Саябак, улица
- Саябак, улица (п. Чайкино)
- Свердлова, улица
- Сергея Дьяченко
- Сергея Есенина, улица
- Серова, улица
- Серпин, улица
- Синегорская, улица
- Смагула Садуакасова, улица
- Смирнова, улица
- Сопочная, улица
- Станиславского, улица
- Стасова, улица
- Сулейменова, улица
- Султана Баймагамбетова, улица
- Султана Баймагамбетова, улица (пос. Станционный)
- Сулутобе, улица
- Сыбагалы, улица
- Сырымбет, улица

### Т
- Тауелсиздик, улица (с. Красный Яр)
- Тельмана, улица
- Темиржол, улица (пос. Станционный)
- Темирязева, улица
- Титова, улица
- Тобылгы сай, улица
- Толстого, улица
- Томирис, улица
- Тукая, улица
- Тукина, улица
- Тумар, улица
- Тумар, улица (с. Красный Яр)
- Туран, улица
- Тюленина, улица

### У
- Укили Ыбырая, улица (с. Красный Яр)
- Улытау, улица
- Умбетей жырау, улица
- Умит, улица (пос. Станционный)
- Уокешская, улица
- Урожайная, улица (с. Красный Яр)

### Ф
- Фадеева, улица
- Фрадкина, улица

### Х
- Хамита Ергалиева, улица

### Ц
- Цветочная, улица
- Целинная, улица (с. Красный Яр)
- Цеткиной, улица
- Циолковского, улица

### Ч
- Чайкиной, улица
- Чеботырева, улица
- Чернышевского, улица

### Ш
- Шагалалы, улица
- Шакарима Кудайбердиева, улица — изначально была названа в честь находившейся на этой улице Михаило-Архангельской церкви, построенной в 1896 г. (на этом месте сейчас городской сад).
- Шалгынды, улица
- Шалкар, улица
- Шамширак, улица (пос. Станционный)
- Шанырак, улица
- Шарипова, улица
- Шахмета Кусаинова, улица
- Шахтеров, улица (с. Красный Яр)
- Шевцовой, улица
- Шевченко, улица
- Школьная, улица (с. Красный Яр)
- Шокана Уалиханова, улица
- Шокана Уалиханова, улица (с. Красный Яр)
- Шолохова, улица
- Шоная, улица (с. Красный Яр)
- Шопты, улица
- Шугыла, улица
- Шунгырша, улица
- Щучинская, улица

### Ы
- Ыбырая Алтынсарина, улица
- Ынтымак, улица

### Э
- Энергетиков, улица (с. Красный Яр)

### Ю
- Юбилейная, улица (с. Красный Яр)
- Юбилейная, улица (пос. Станционный)
- Южная, улица
- Юрия Гагарина, улица
- Юрия Лермонтова, улица

### Я
- Янко, улица